# Eva Blanco Azcona
Eva Blanco Azcona, pamplonesa empresaria y formadora de profesión, además de ser gerente empresarial de Dale Carnegie y dueña de la firma crecento!, futbolísticamente es la presidenta del primer club exclusivamente de fútbol femenino en Navarra; el Mulier FCN, que actualmente tiene un acuerdo de colaboración con el Athletic Club. y directiva de la Federación Navarra de Fútbol.
Eva Blanco ha pasado a la historia también por ser la primera mujer que asume un cargo directivo en el club rojillo en toda su historia.